# Margareta Pâslaru
Margareta Pâslaru (n. 9 iulie 1943, București, România) este o cântăreață, compozitoare și textieră română de muzică ușoară-pop, muzică populară, actriță de teatru și film, realizatoare TV și Radio. A scris cartea „Eu și Timpul”.

## Biografie artistică
Eleva Margareta Pâslaru a debutat în muzica ușoară la Casa de Cultură Grivița Roșie în 1958, acompaniată de Paul Ghentzer. Tot la Casa de Cultură au descoperit-o Ileana Pop și Vlad Bâtca de la TVR care în 1959 făceau transmisii cu artiști amatori. Urmează selecțiuni din evoluția carierei artistice.
Descoperită de Ileana Pop în 1959 ca artist amator, apare pe 10 iulie 1960 în emisiunea lui Valeriu Lazarov „Toată lumea face sport” dedicată sportivilor români participanți la Olimpiada de la Roma. Margareta a interpretat cu acea ocazie „Piccolissima serenata” în limba italiană; în studio mai apar: Coca Andronescu, Trio Grigoriu și Mircea Albulescu. În următoarea emisiune, în duet cu Marina Voica, lansează versiunea românească a piesei „Pe aripa vântului”. În 1961, Margareta Pâslaru obține Premiul I la faza orășenească a celui de-al VI-lea concurs al artiștilor amatori.
Impresionat de timbrul aparte al elevei, tânărul George Grigoriu din „Trio Grigoriu”, compune special pentru Margareta Pâslaru, în 1959, „Chemarea mării” (numit de public „Și-n apa mării”). În interpretarea originală a cântăreței, piesa devine șlagăr la Radio România. Ca urmare a succesului, în 1960 Casa de Discuri Electrecord înregistrează cu Margareta Pâslaru primul disc, nr.3002, cu aceeași piesă; în 1961 discul bate recordul vânzărilor de muzică ușoară - 26.000 exemplare (sursa: Revista Flacăra nr.52/30.12.1961). Discul de Aur primit în 1968, o catapultează la Cannes în 1969, unde i se decernează Trofeul M.I.D.E.M., și apare pe aceeași scenă cu Ginette Reno, James Last, Dizzie Tunes, Muslim Magomayev, Patty Pravo, Yafa Yarkoni, Joan Manuel Serrat, Amália Rodrigues, Dalida, Mireille Mathieu, Udo Jurgens, Adriano Celentano.

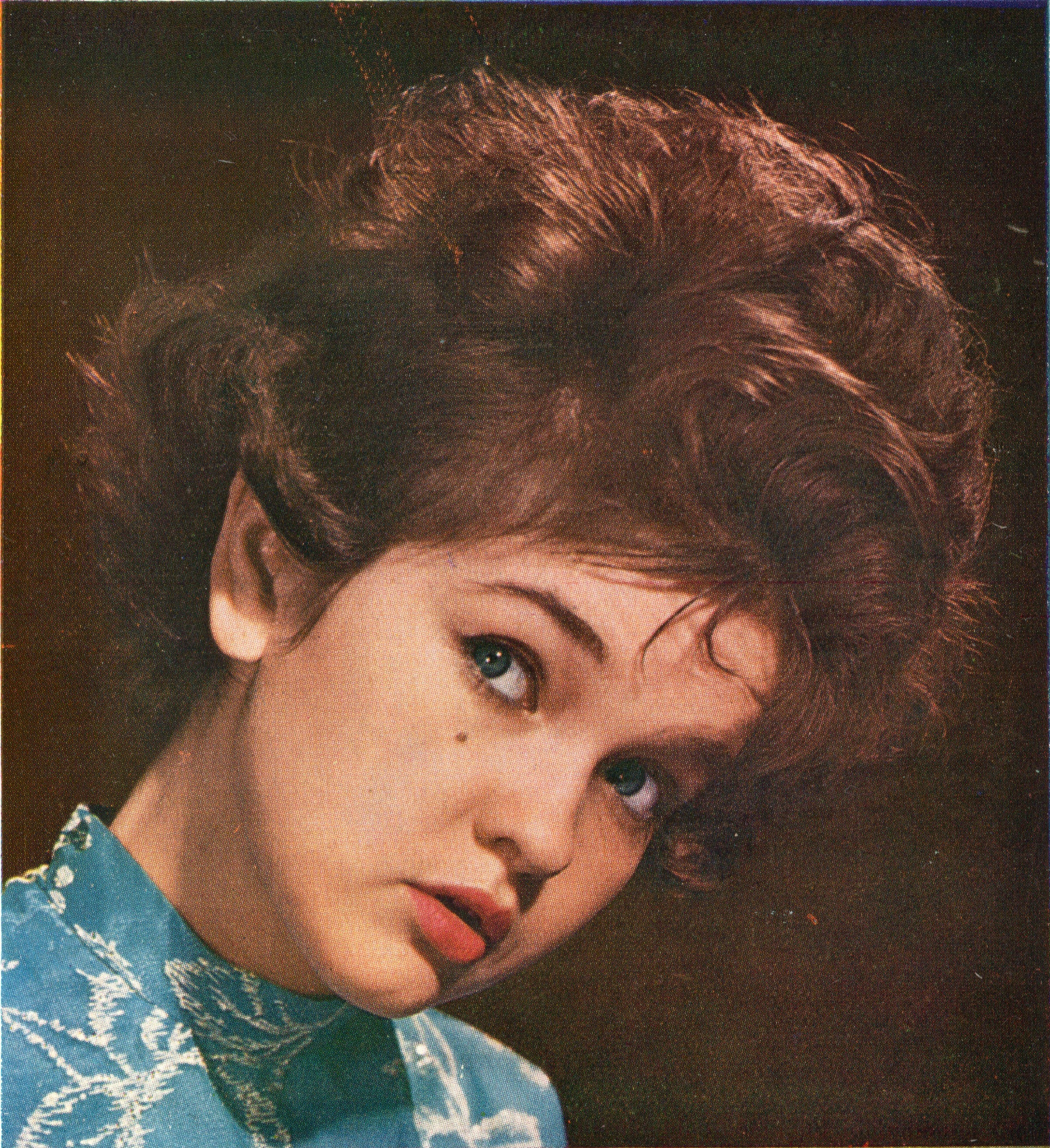
Margareta Pâslaru la începutul anilor 1960

A studiat: pian, balet la clasa Floria Capsali, pictură, cursul de perfecționare de pe lângă Comitetul de Stat pentru Cultură și Artă - CSCA (Ministerul Culturii), clasa Camelia Dăscălescu, studentă la Facultatea de Drept.
Încă din 1993 Margareta Pâslaru a donat toate drepturile ce-i revin din vânzarea discurilor către Societatea Națională de Cruce Roșie din România, UNICEF, Proiectul „Banca de Alimente”, artiștii pensionari din Orchestra Radio, UCIN pentru actorii vârstnici cu probleme de sănătate, Campania Națională „Artiștii pentru Artiști”- UNITER, Spitalul de Copii „Grigore Alexandrescu”, Căminul de Copii „Grădinari”, Asociația Nevăzătorilor din România. 
Începând cu 2009 Margareta Pâslaru sprijină tineri talentați prin emisiuni la România Actualități, România Cultural, Radio Clasic.
Între 2010-prezent artista acordă „Premiul Anual Margareta Pâslaru pentru Originalitate” în valoare de 1000$ oferit unor tineri valoroși din diverse domenii de activitate: muzică, teatru, film, dans, pictură.
Sculptorul Ion C. Dimitriu-Bârlad a fost bunicul cântăreței Margareta Pâslaru.
Încununând o carieră de excepție, Margareta Pâslaru a fost sărbătorită la Uniunea Compozitorilor în 2008 cu prilejul aniversării a 50 de ani de la debutul său. În 2010, la împlinirea unei jumătăți de secol de la primul disc, artista lansează CD-ul „Lasă-mi toamnă, pomii verzi” și i se oferă Trofeul Electrecord. Fundația Radio România editează, în 2013, CD-ul aniversar „Margareta 70” - 55 de ani de activitate artistică. Pe 29 martie 2018 artista a fost sărbătorită pentru 60 de ani de activitate neîntreruptă pe multiple planuri la Magazinul Muzica prin lansarea noului album de autor „Providența”. 28 iunie 2018, sărbătorirea Margaretei Pâslaru în anul aniversar a continuat și la Muzeul Național al Literaturii Române din București, invitatā de onoare - poeta Ana Blandiana. 
Uniunea Autorilor și Realizatorilor de Film - UARF îi oferă artistei în 2016 placheta „Margareta Pâslaru Artist Plurivalent”, Premiul de Excelență pentru întreaga activitate. (Clacheta - clapperboard - servește în film la sincronizarea cuvântului cu imaginea. Fotografia se află pe blogul artistei - 26 Ian. 2016). În 2018 la Gala Femei de succes - Ediția Centenară Margareta Pâslaru a primit "Premiul Publicului”. 2019, Margareta Pâslaru a fost distinsă cu premiul „Platina Valorii” de către Teatrul „Gong”. Artista a fost desemnată primul Ambasador al Festivalului Tânăr de la Sibiu.

## Vocea succesului
Vocea cu infinite posibilități de exprimare și timbrul grav al Margaretei au inspirat 65 de compozitori, printre care clasicii muzicii ușoare Henry Mălineanu, George Sbârcea, Camelia Dăscălescu, Aurel Giroveanu, Edmond Deda, Nicolae Kirculescu, care i-au încredințat creațiile lor. Dintre sutele de melodii înregistrate, unele au fost scrise special pentru glasul său aparte: „Chemarea mării” - George Grigoriu, „Cum e oare?” - Florin Bogardo, „Două rândunici" - Radu Șerban, „Va veni o clipă” - Paul Urmuzescu, tema filmului Veronica - Temistocle Popa, „O mască râde, o mască plânge” - Vasile Veselovschi, „Mediterana”, cunoscută și sub titlul „La Marea Neagră” - Ion Cristinoiu, „Cine știe” - Horia Moculescu. Astfel, Margareta Pâslaru își creează un repertoriu vast, la care se adaugă șlagăre internaționale cu texte adaptate în limba română de artistă și alți textieri: „Trandafirii tăi”, „În grădina bucuriilor”, „Harap Alb”, „Spuneam că nu-mi pasă” - Bui, Bui, Bui - Bensonhurst Blues, „Poate vreți să dansați” - Prego, „Gelos”, „Acesta e cântecul meu” etc. În 1968, Margareta Pâslaru a lansat în duet cu Marina Voica, piesa de legendă a muzicii pop-soul românești, compoziția lui Radu Șerban „Balada”, care s-a bucurat de un real succes atât în țară cât și peste hotare.   
A înregistrat 793 de melodii la Radio, pe discuri și la Televiziune dintr-un repertoriu vast care cuprinde și alte compoziții proprii sau piese cântate doar în turneele din țară și străinătate, a căror evidență a rămas doar în memoria fanilor. Cântăreața evoluează cu aplomb ca actriță în teatru și film, abordează folclorul, începe să compună muzică și text, acompaniindu-se la pian.
În 1968, juriul internațional al Festivalului Cerbul de Aur îi oferă Margaretei Pâslaru Mențiunea „Cerbul de Aur“, ceea ce înscrie numele României în palmaresul primei ediții. Artista sărbătorește 10 ani de activitate printr-un „One Woman Show“ cântând 23 de piese, unele, compoziții proprii. În 1969, face un salt de la statutul de concurent la cel de vedetă în recital, acompaniată de propria formație - Rolf Albricht și creându-și coregrafia. Invitată să cânte și în străinătate, Margareta nu primește viză timp de 10 ani.
În 1981, Margareta Pâslaru prezintă primul recital de autor pe versurile unor poeți consacrați cum ar fi Ion Minulescu, Ana Blandiana, Virgil Carianopol. Acompaniată de „Romanticii” lui Mircea Drăgan, Margareta vine cu propriul concept prin care își schimbă costumația la vedere, „cuierul cu personaje“. A fost o altă etapă importantă în cariera artistei. 

## Discografie
În 1960 Margareta Pâslaru a înregistrat primul disc – EDA 3002 care în 1961 a bătut recordul de vânzări.  Dintr-un total de 232 apariții discografice, 66 sunt discuri de interpret pe ebonită, vinil (SP, MP, LP) și compact discuri.
Urmăriți o parte dintre aparițiile discografice ale Margaretei Pâslaru, în țară și străinătate, începând cu 1960 până în prezent:
- Discografie Margareta Pâslaru - selecțiuni

Vocea și compozițiile Margaretei Pâslaru figurează și în repertoriul caselor de discuri Victor World Group – Japonia, Studio Recordings Tel-Aviv, Melodia – URSS, Muza – Polonia, VDE – Elveția, Amiga - R.D.Germana, Weltbild Music - Germania.
Artista a înregistrat pe discuri de ebonită - turație 78, vinil - turații 33 și 45, fotodisc - turație 45, casete audio, DVD, CD-uri și audiobook-uri.  
28 martie 2023 este lansat albumul aniversar “Timpul nu moare, Margareta Pâslaru 65 de ani în showbiz” 15 compoziții proprii și 4 cântece de muzică populară, editat de Roton în beneficiul programului Ambulanța pentru Monumente. 22 noiembrie 2021 - pe YouTube este lansat noul album Margareta Pâslaru "Vibrații sufletești" produs de Roton în beneficiul World Vision Romania, 11 piese. Pe 5 noiembrie 2020 casa de discuri Roton lansează pe YouTube noul album Margareta Pâslaru „Idei” în beneficiul Băncii de Alimente - Crucea Roșie Româna, 18 piese. În 2018, aniversează 60 de ani de activitate artistică neîntreruptă prin apariția albumului de autor “Providența” produs de E-Media, 25 piese. A fost precedat de “Cum să te las?” 2016 album de autor produs de Eurostar 16 piese; album de autor “Stelele filmului cântă” 2015 produs de UCIN, 21 piese; album de autor “Actorii cântă” 2014 produs de UNITER 20 piese; albumul aniversar “Margareta 70” 2013 produs de Fundația Radio România, 23 piese; 3 audiobook-uri - Editura Litera 2012 în care Margareta Pâslaru a jucat rolul povestitorului; album aniversar de autor “Margareta, 50 de ani de la primul disc” 2010 produs de Electrecord, 25 piese; “Basme fermecate” cu 5 basme de H.Ch.Andersen povestite Margareta Pâslaru - Editura Curtea Veche 2009; albumul aniversar “Bucuria de a cânta” 2008 produs de Fundația Radio România, 26 piese; DVD “Margareta de dragul copiilor” 2007 produs de UNICEF; “Muzică de colecție Margareta Pâslaru” 2007 produs de Jurnalul Național, 23 piese; “Margareta forever” 2006 produs de Electrecord, 26 piese, “Margareta, 40 de ani de la primul disc” 2000 produs de Electrecord, 25 piese; “Margareta Best of …” 1996 produs de Electrecord, 22 piese. Unele șlagăre figurează pe mai multe compact discuri.
De asemenea artista este prezentă pe numeroase discuri și compact discuri medalion de compozitor și diverse compilații.
Compozițiile Margaretei Pâslaru au fost reorchestrate de Andrei Kerestely, Călin Grigoriu și George Popa. Pentru albumele de autor “Actorii cântă” produs de UNITER și “Stelele filmului cântă” produs de UCIN piesele au fost înregistrate în tonalitatea artiștilor: Turneul - muzică, text Margareta Pâslaru, voce Emilia Popescu; Eu și Timpul - muzică Margareta Pâslaru, versuri Virgil Carianopol, voce Marius Manole; Amanții mei sunt cărțile înțelepte - muzică Margareta Pâslaru, versuri Agatha Grigorescu Bacovia, voce Maria Buză; Libertatea nu se învață – muzică, text Margareta Pâslaru, voce Mihai Bisericanu și Marius Bodochi; Fericirea mult visată – muzică, text Margareta Pâslaru, voce Emilia Popescu; La un capăt al lumii TU, la celălalt EU - muzică Margareta Pâslaru, versuri Marius Tucă, voce Silviu Biriș; Era o fântână - muzică Margareta Pâslaru, versuri Elena Farago, voce Marius Bodochi; Emoții, ciudate sentimente – muzică, text Margareta Pâslaru, voce Mirela Jienescu; Ce suflet trist - muzică Margareta Pâslaru, versuri Mihai Eminescu, voce Mihai Bisericanu; Pasiunea – muzică, text Margareta Pâslaru, voce Rodica Mandache, Marius Manole; Se bâlbâia – muzică, text Margareta Pâslaru, voce Corina Chiriac; Setea de a cunoaște - muzică, text Margareta Pâslaru, voce Silviu Biriș; Să fie oare adevărat? – muzică, text Margareta Pâslaru, voce Emilia Popescu; Duminica fără el – muzică, text Margareta Pâslaru, voce Rodica Mandache; Iubindu-te - muzică Margareta Pâslaru, versuri Mariana Dumitrescu, voce Marius Bodochi; Pansele negre - muzică Margareta Pâslaru, versuri George Bacovia, voce Fl. Zamfirescu, M. Pâslaru; Timpul – muzică, text Margareta Pâslaru, voce Ovidiu Niculescu; Spune tu care știi atât de multe – muzică, text Margareta Pâslaru, voce Gelu Nițu; Lasă-mii, toamnă, pomii verzi – muzică  Margareta Pâslaru, versuri Ana Blandiana, voce M. Pâslaru, R. Mandache, A.Sigartău, M. Bisericanu, M. Manole, S. Biriș, Fl.Zamfirescu; Despotici în uimire - muzică Margareta Pâslaru, versuri Constanța Buzea, voce Maia Morgenstern; Tare am fost - muzică Margareta Pâslaru, versuri Virgil Carianopol, voce Ștefan Velniciuc; Ce bine ar fi - muzică, text Margareta Pâslaru, voce Monica Davidescu; Păsările nu mor niciodată - muzică Margareta Pâslaru, text O. Dumitru, adaptare după M. Eminescu, voce Stela Popescu; NU! - muzică Margareta Pâslaru, versuri Virgil Carianopol, voce Eugen Cristea; Alergători de cursă lungă - muzică, text Margareta Pâslaru, voce Ștefan și Alexandra Velniciuc; Țigara - muzică, text Margareta Pâslaru, voce Valentin Teodosiu; Dragoste flămândă - muzică, text Margareta Pâslaru, voce Jeanine Stavarache; Toate, toate trec - muzică, text Margareta Pâslaru, voce Andreas Petrescu; Fără să vrei - muzică, text Margareta Pâslaru, voce Ștefan Bănică jr.; Nu vreau să moară florile de măr - muzică Margareta Pâslaru, versuri Agatha Grigorescu Bacovia, voce Maia Morgenstern; Balada focului - muzică, text Margareta Pâslaru, voce Eugen Cristea; Romanța soarelui - muzică Margareta Pâslaru, versuri Ion Minulescu, voce Alexandra Velniciuc; Bunicii mei - muzică, text Margareta Pâslaru, voce Alexandru Arșinel; Flăcări - muzică Margareta Pâslaru, versuri Virgil Carianopol, voce Adriana Trandafir; Dacă ai ghici - muzică, text Margareta Pâslaru, voce Aurelian Temișan; Ghimpii - muzică Margareta Pâslaru, versuri Lucian Blaga, voce Marian Râlea; Veniți la București - muzică, text Margareta Pâslaru, voce Margareta Pâslaru și grupul Sound; Și viața merge mai departe - muzică Margareta Pâslaru, versuri Constanța Buzea, voce Margareta Pâslaru.

## Compozitoare, textieră, autoarea cărții „Eu și Timpul”
Printre numeroasele-i hituri componistice fredonate din generație în generație: „Timpul”, „Dacă ai ghici”, „Diamant fermecat” și altele, triumfă „Lasă-mi toamnă pomii verzi!”, inspirată de versurile Anei Blandiana, preluat de tineri de toate vârstele. Acest șlagăr solicitat de admiratori ani la rând, difuzat la Radio și pe CD-uri, se califică prin votul publicului în "Top 80" Radio România Actualități, ca fiind una dintre cele mai frumoase melodii din ultimii 80 de ani.  
La invitația celebrului caricaturist Nell Cobar, Margareta Pâslaru a compus muzica pentru două episoade din serialul TV de desene animate „Mihaela” - „Bravo Mihaela” și „Mihaela are probleme”; orchestrația Radu Goldiș. 
Caietul I tipărit în 2010 „Margareta Pâslaru și creațiile sale - Lasă-mi toamnă, pomii verzi“ - linie melodică și cifraj, publicat de Editura Universității Naționale de Muzică București - Glissando:
Timpul - muzică și text, Pasiunea - muzică și text, Diamant fermecat - text Eugen Rotaru,  Tatăl nostru - rugăciune, Lasă-mi, toamnă, pomii verzi! - versuri Ana Blandiana, Era o fântână - versuri Elena Farago, , A nimănui sunt - muzică și text, Ceasul e un vrăjitor - muzică și text, Bunicii mei - muzică și text, Romanța soarelui - versuri Ion Minulescu, Spune tu care știi atât de multe - muzică și text, Eu și timpul - versuri Virgil Carianopol, Ghimpii - versuri Lucian Blaga, Păsările nu mor niciodată - text Ovidiu Dumitru cu o adaptare după Mihai Eminescu, Tare-am fost - versuri versuri Virgil Carianopol, Cheia - versuri Ion Minulescu, Iubindu-te - versuri Mariana Dumitrescu, Țigara - muzică și text, Fericirea mult visată - muzică și text, Bucuria de a cânta - muzică și text,  Flăcări - versuri Virgil Carianopol, Mai bine soarta lui Sisif - versuri Ion Horea,  Soldățelul - muzica si text, Alergători de cursă lungă - muzică și text, NU! - versuri Virgil Carianopol,  Despotici în uimire - versuri Constanța Buzea, Am cântat - versuri Virgil Carianopol, Balada focului - muzică și text, Aș vrea să fiu o stâncă - muzică și text, Ce bine ar fi - muzică și text, Nu vreau să moară florile de măr - versuri Agatha Bacovia
Caietul II tipărit în 2013 „Margareta Pâslaru și creațiile sale - Libertatea nu se învață“ - linie melodică și cifraj, publicat de Editura Universității Naționale de Muzică București - Glissando:
Libertatea nu se învață - muzică și text, Ce suflet trist - versuri Mihai Eminescu, Setea de a cunoaște - muzică și text, Fără să vrei - muzică și text, Să fie oare adevărat - muzică și text, Amanții mei sunt cărțile înțelepte - versuri Agatha Bacovia, Dacă ai ghici - muzică și text, Our day, children's day - muzică și text, Septembrie - versuri Romulus Vulpescu, Emoții, ciudate sentimente - muzică și text, Era o fântână - versuri Elena Farago, Fii voluntar! - muzică și text, Riscul - versuri Adrian Păunescu, Sărbători fericite - muzică și text, Un pod peste ocean - muzică și text, Un copil uitat - muzică și text, Ecou, ecou, ecou - muzică și text, Cu cine vorbeai la telefon - muzică și text, Omul bun învinge - muzică și text, Bucuria de a cânta - muzică și text, Turneul - muzică și text, Se bâlbâia - muzică și text, Viața merge mai departe - versuri Constanța Buzea, Cheia fericirii - muzică și text, Tatăl nostru - rugăciune, Lasă-mi, toamnă, pomii verzi! - versuri Ana Blandiana.
Caietul III tipărit în 2018 „Margareta Pâslaru și creațiile sale - Providența“ - linie melodică și cifraj, publicat de Editura Universității Naționale de Muzică București:
Cum să te las? - versuri Virgil Carianopol, Pansele negre - versuri George Bacovia, Providența - muzică și text, Morfeu - muzică și text, Toate, toate trec - muzică și text, Fărămiță - muzică și text, Nu cred în șoapte - muzică și text, Câmpia mea - text Eugen Rotaru, Mulți ani fericiți - text Eugen Rotaru, E o luptă în toate cele - muzică și text, Duminica fără el - muzică și text, Avioane de hârtie - muzică și text, Veniți la București - muzică și text, Voroneț - versuri Constanța Buzea, Înapoierea cheii (Mi-e dor) - versuri Nichita Stănescu, O furnică poetă - versuri Ana Blandiana, Părinții - versuri Ana Blandiana, Tags - veșnic, singur, plouă - versuri (Rar) George Bacovia, Nani Făt-Frumos - versuri George Țărnea, Mâinile sale te-au atins Cumințenie - muzică și text, Avantaj-Dezavantaj - muzică și text, Time is a monster - muzică și text, The Ballad of Reading Gaol - versuri Oscar Wilde, Cântecul jucăriilor părăsite - versuri George Țărnea, La un capăt al lumii EU, la celălalt TU - versuri Marius Tucă, Mihaela - muzică pentru două episoade din serialul de desene animate, Dragoste flămândă - muzică și text, Tulburătoare e această primăvară - muzică și text, Tata - muzică și text, Fără sa vrei - muzică și text, Listen my daughter (text în colaborare Greg Smith) 
Caietul IV tipărit în 2023 „Margareta Pâslaru și creațiile sale - Timpul nu moare! 65 de ani în showbiz“ - linie melodică și cifraj, publicat de Editura Muzicală:
Acum, respiră! - muzică și text, Timpul nu moare - muzică și text, Regina nopților - muzică și text, Castaniete - muzică și text, Blue, blue, blue, blues - muzică și text, Personaje pe străzi - muzică și text, Neastâmpăr - muzică și text, Cu haina pe umeri - muzică și text, Du-ne, du-ne, gândule - muzică și text, Să-l fericești - muzică și text, Vino la bunica - muzică M. Pâslaru după o temă de Boccherini, text M. Pâslaru, Serotonina ca o vacanță - muzică și text, The power is down - muzică și text, Știu că dintre noi două - muzică și text, Cine n-are, nu-nțelege - muzică și text, Tehomir - muzică și text, Biserici închise - muzică M. Pâslaru, versuri Ana Blandiana, Timpul - muzică și text, Eu și timpul - muzică M. Pâslaru, versuri Virgil Carianopol, Time is a monster - muzică și text, Lasă-mi, toamnă, pomii verzi! - muzică M. Pâslaru, versuri Ana Blandiana,  Diamant fermecat - muzică M. Pâslaru, text Eugen Rotaru, Tatăl nostru - rugăciune, muzică M. Pâslaru, Impresii, Orchestratori-aranjori
Alte compoziții semnate Margareta Pâslaru:
Dâmboviță apă dulce - muzică și text, Mă strigai - muzică și text, Pace să fie pace - muzică și text, Un mărțișor - muzică și text, Anotimpurile dragostei - muzică și text, Vreo zgâtie de fată - versuri Mihai Eminescu, Porumbeii păcii se războiesc - muzică și text, Scară la cer - muzică
Pentru aniversarea de 555 ani a Bucureștiului Margareta Pâslaru a compus, muzică și text, „Veniți la București”.

## Actriță de teatru și film
- 1964 - Margareta Pâslaru a fost distribuită de maestrul Liviu Ciulei, alături de Toma Caragiu, în piesa Opera de trei parale de Bertold Brecht, în rolul Polly Peachum, la Teatrul "Lucia Sturdza Bulandra". Piesa s-a jucat în 4 stagiuni, aproximativ 400 de reprezentații, și a beneficiat de o distribuție de excepție: Clody Bertola, Victor Rebengiuc, George Măruță și Rodica Tapalagă. [11]
- 1967 - Teatru radiofonic "Care din doi" de Radu Stănescu, regia Mihai Zirra; interpretează rolul Miss Barbara alături de Victor Rebengiuc, Aurel Rogalski, Coty Hociung, Vasile Florescu, Mișu Fotino, Radu Zaharescu, Sorin Balaban, Dumitru Furdui, Cosma Brașoveanu, Camelia Stănescu s.a. [12]
- 1968 - Teatru radiofonic „Nu sunt Turnul Eiffel“ de Ecaterina Oproiu, regia Valeriu Moisescu, apărut apoi și pe disc vinil; joaca rolul Manți alături de Octavian Cotescu, Vasilica Tastaman, Rodica Tapalagă, Cornel Coman, Mihai Pălădescu. [13]
- 1969 - Serialul radiofonic „Șoseaua Nordului“ - 6 episoade - după romanul lui Eugen Barbu - editat și de Electrecord; regia Constantin Moruzan; rolul Marta alături de Constantin Brezeanu, Victor Rebengiuc, Corado Negreanu, Nucu Păunescu, Nicolae Neamțu-Ottonel, Mircea Albulescu, Emil Hossu, Alfred Demetriu [14]
- 1978 - Teatru radiofonic "Dacă nu era el" de Silviu Georgescu, regia Corneliu Dalu; rolul Viorica Zamatrache; din distribuție au mai fācut parte Dem Rădulescu, Stela Popescu, Sorin Medeleni, Constantin Baltarețu, Florian Pittiș, Alexandru Arșinel, Genoveva Preda. [15]
- 1980 – “De ce nu cade soarele” – spectacol de stagiune Teatrul "Ion Vasilescu" - regia Tudor Mărăscu; scenariul Alexandru Stark; distribuție: Cristina Deleanu, Gabriela Vlad, Dimitrie Dunea; actrița Margareta Pâslaru a lansat propria compoziție “Păsările nu mor niciodată”, text Ovidiu Dumitru. [16]
- 1981 - Teatru radiofonic "Gardul cu iederă" de Lia Crișan, regia Constantin Dinischiotu; rolul Catrinel; restul distributiei: Gina Patrichi, Stela Popescu, Vasilica Tastaman, Mircea Albulescu, Corado Negreanu, Virgil Ogașanu, Rodica Suciu, Mia Macri, Alexandru Arșinel, Valeria Ogașanu.
- 1999 - Invitată de onoare la Gala UNITER; a înmânat Premiul pentru Teatru radiofonic regizorului Dan Puican [17]
- 2009 - Basme fermecate - rolul povestitorului pe audiobook-ul cu 5 basme de Hans Christian Andersen - Editura Curtea Veche
- 2010 - rolul „Împărăteasa cea rea“ din povestea „Albă ca Zăpada“ de Frații Grim - înregistrare pentru Fonoteca Radio România
- 2011 - Trei volume - carte + CD - Editura Litera: rolul povestitorului - Degețica, Motanul încălțat și Crăiasa zăpezii

## Filmografie
- 1961 – „Fumatul strict oprit”- film de televiziune, regia Valeriu Lazarov;
- 1962 - „O plimbare cu avionul”- film de televiziune, regia Valeriu Lazarov;
- 1963 – „La vârsta dragostei” - regia Francisc Munteanu; interpretează "Te iubesc așa cum ești" - muzica George Grigoriu, text Angel Grigoriu, Romeo Iorgulescu
- 1964 – „Omul din umbră la soare” – film de televiziune, regia Valeriu Lazarov
- 1965 – „Mens sana in corpore sano” – film de televiziune, regia Valeriu Lazarov, premiat pentru regie la Festivalul Internațional de la Praga
- 1965 – Doi băieți ca pîinea caldă – interpretează „Bună seara, București” (muzica Emanuel Ionescu, text Val Cebotenco)
- 1966 – „Omul și camera” – film de televiziune, regia Valeriu Lazarov; Marele premiu la Festivalul Internațional de la Cairo;
- 1966 – „Tunelul” - lungmetraj, regia Francisc Munteanu. Margareta Pâslaru câștigă diploma de debut în cinematografie pentru rolul dramatic Iulia, din coproducția româno-sovietică Tunelul la cea de-a III-a ediție a Festivalului național al filmului Pelicanul de Aur care a avut loc la Mamaia. În film, Margareta i-a avut ca parteneri pe Emmerich Schäffer, Ion Dichiseanu; mai apar Ștefan Bănică, Florin Piersic. Filmările au avut loc în studiourile Buftea și Mosfilm.
- 1967 – Un film cu o fată fermecătoare – regia Lucian Bratu Ruxandra („Ruxi”) Vancu, o actriță aspirantă picată la examenul de admitere de la IATC
- 1968 - „Reconstituirea” - regia Lucian Pintilie, interpretă vocală "O confidență" - muzica Remus Teodorescu, text Aurel Udriște
- 1967 – „Împușcături pe portativ” - lungmetraj, regia Cezar Grigoriu, cu Margareta Pâslaru, Cornel Fugaru, Nae Roman, Ștefan Bănică, Puiu Călinescu și invitata de culoare Nancy Holloway.
- 1971 – B.D. la munte și la mare – interpretă vocală „La Marea Neagră” - muzica Ion Cristinoiu, text Mihai Dumbravă
- 1973 – Veronica – regia Elisabeta Bostan, rolurile Educatoarea / Zâna cea bună
- 1973 – Veronica se întoarce – regia Elisabeta Bostan, rolurile Educatoarea / Zâna / Împărăteasa furnicilor
- 1976 – Gloria nu cântă - lungmetraj, regia Alexandru Bocăneț; în rol episodic Margareta Pâslaru
- 1978 – Melodii, melodii – lungmetraj, regia Francisc Munteanu, rolul Lia Bogdan, solista trupei Mecet
- 1979 – Clipa – o țărancă
- 1979 – Expresul de Buftea - film de montaj (secvențe de arhivă), regia Haralambie Boroș
- 1982 - Non stop - film de montaj (secvențe de arhivă), regia Manole Marcus
- 2003 - Niki Ardelean, colonel în rezervă, regia Lucian Pintilie – interpretă vocală „Cântecului zânei” - muzica Temistocle Popa, text Mircea Bloc
- 2005 – Moartea domnului Lăzărescu – filmul se deschide și se închide cu vocea Margaretei Pâslaru interpretând „Cum e oare?” - muzica Florin Bogardo, text Madeleine Fortunescu și „Chemarea mării” - muzica George Grigoriu, text Mircea Block
- 2015 – „Chuck Norris vs Communism” - documentar, regia Ilinca Călugăreanu, premiat la Hamptons International Film Festival include două compoziții, muzică si text Margareta Pâslaru: "Fără să vrei" și "Pasiunea"
- 2016 – „Banat” - lungmetraj, coproducție Italia, România, Bulgaria, Macedonia de Nord, regia Adriano Valerio; Margareta Pâslaru interpretează "Să nu uităm să iubim trandafirii" - muzica Florin Bogardo, text Ovidiu Dumitru

## Premii și onoruri
Este câștigătoare a numeroase premii peste hotare și în țară.
De-a lungul Concursului de Creație și Festivalului de muzică ușoară românească Mamaia, între anii 1963-1976 (cu întreruperea festivalului in anii '66, '67, '70 si '77-'82) Margaretei Pâslaru i s-au încredințat 38 de melodii în numai 8 ani în care a participat.
Lista premiilor câștigate de Margareta Pâslaru, în ordine cronologică:
1961 - Premiul I solist vocal - la Faza Orășenească, ediția a VI-a, Concursul Artiștilor Amatori; 1963 - Premiul Uniunii Scriitorilor - Cum e oare? - de Florin Bogardo / Madeleine Fortunescu - Fest. Mamaia; Mențiune - creație - Soarele e-ndrăgostit de Mamaia - Dinu Șerbănescu / Aurel Felea - Fest. Mamaia; 1964 - Premiul Uniunii Compozitorilor - creație - Ca-n prima zi - de Elly Roman / Eugen Mirea - Fest. Mamaia; Premiul Uniunii Tineretului Muncitor - creație - Două rândunici - de Radu Șerban / Constantin Cârjan - Fest. Mamaia; Mențiune - creație - Ochii tăi - de Gelu Solomonescu / Teodor Balș - Fest. Mamaia; 1965 - Premiul Radioteleviziunii - Cu tine - de V.Veselovschi / Aurel Storin - Fest. Mamaia; Premiul Uniunii Scriitorilor - Dorule - de Temistocle Popa, Aurel Storin - Fest. Mamaia; Mențiune - creație - Seri la malul mării - de (Sile Dinicu / Aurel Felea) - Fest. Mamaia; 1966 - Diploma de debut în cinematografie în coproducția „Tunelul” - rolul Iulia, Fest. Național de Film „Pelicanul de Aur” Mamaia, editia a III-a; 1968 - Mențiunea „Cerbul de Aur” - la Fest. Internațional Cerbul de aur Brașov – România; 1968 - Premiul III la Fest. Internațional Sopot - Polonia; 1968 – Discul de Aur acordat de Electrecord și Consiliul de Stat pentru Cultură și Artă (CSCA) România pentru vânzări constante de-a lungul anilor; 1969 - Premiul II- Să nu uităm să iubim trandafirii - de Florin Bogardo / Ovidiu Dumitru - Fest. Mamaia; 1969 - Trofeul M.I.D.E.M. - Discul de marmură - la Cannes, Franța; 1970 - Premiul I  - Această taină să rămână între noi - de Radu Șerban / Mihai Maximilian - Concursul Național de Muzică Ușoară, București; Premiul II - Mamă, dă-mi un sfat - de Vasile Veselovschi / Mihai Maximilian - Concursul Național de Muzică Ușoară, București; 1970 – Premiul Sony (creație) și Premiul Mitsukoshi (interpretare) - Fest. Internațional Tokyo, Japonia; 1971 - Mentiune - creație - Soarele dragostei - de George Grigoriu / text Romeo Iorgulescu - Fest. Mamaia; 1971 - Premiul Presei la Festivalul Presei  Ankara - Turcia; 1971 - Premiul special al Presei, Festivalul Internațional - Malta; 1973 - Premiul Consiliului Culturii și Educației Socialiste - Stelele - de George Grigoriu / Angel Grigoriu și Romeo Iorgulescu - Fest. Mamaia; Mențiune a Consiliului Culturii și Educației Socialiste - creație - La noi - de Aurel Manolache / Sașa Georgescu - Fest. Mamaia; Mențiune a Comitetului de Stat al Radioteleviziunii Române - creație - Cânta un ciobanaș - de Temistocle Popa) - Fest. Mamaia; Mențiune a Comitetului de Stat al Radioteleviziunii Române - creație - Și m-am trezit că iubesc - de Temistocle Popa / Aurel Storin - Fest. Mamaia; 1975 - Premiul I - Melodiile dragostei - de Ion Cristinoiu / Mihai Dumbravă - Fest. Mamaia; Premiul II - Aici la mine acasă - de George Grigoriu / Angel Grigoriu-Romeo Iorgulescu - Fest. Mamaia; 1976 - Premiul II - Un roman de dragoste - de Temistocle Popa / text Mihai Dumbravă - Fest. Mamaia; 1979 - Premiul la creație - Pasărea maiastră - muzica Vasile Vasilache jr. text Margareta Pâslaru, Fest. Tineretului București; 1981 - Premiul la creație - Diamant fermecat - muzica Margareta Pâslaru, text Eugen Rotaru, concurs TV „Șlagare în devenire”; 1996 - Membră de Onoare - UNICEF România; 1996 - Membră de Onoare - UNESCO Romania - Club; 1997 - Invitată de Onoare la Fest. Internațional Cerbul de Aur – Brașov; 1998 - Distincția Umanitarismului - Los Angeles - US oferită de Camera de Comerț California-România; 1999 - Premiul „Vedete Internaționale ale Cântecului Românesc” - revista Actualitatea Muzicală - Uniunea Compozitorilor; 2000 - Cetățean de Onoare al Municipiului București; 2000 - Membră de Onoare a Crucea Roșie Română; 2002 - Premiul „Women of Excellence” categoria Arts & Humanities - Union County - NJ, USA; 2003 - Telly Award - finalist bronz - categoria Cultural, la cea de a 24-a competiție națională Telly * Awards, Cincinnati Ohio; 2004 - Gold Classic Telly Winner - categoria Cultural - la cea de a 25 aniversare Telly Awards Cincinnati, Ohio; 2004 - The Communicator Award of Distinction for „Forever Music“ -Cable TV/ Educational program category, Arlington Texas; 2005 - The Videographer Award of Distinction categoria TV/Program/Arts „The Best Of..Artists & Their Art”, Arlington Texas; 2006 - Premiu pentru întreaga activitate - Gala „Femei de succes”; 2006 - Premiul de Excelență VIP - Ediția LXXIIV; 2006 - Radio România - 78 de ani, Diploma de Excelență pentru întreaga activitate; 2006 - Trofeul TVR50 și Diploma de Excelența, cu ocazia jubileului TVR, pentru rolul avut în istoria Televiziunii Române; 2007 - Premiul de Excelență pentru întreaga activitate acordat de Radio România Actualități; 2007 - Diploma de merit pentru excepționala implicare în sprijinirea persoanelor dezavantajate la seara România Actualități - Callatis; 2007 - „Steaua Margareta Pâslaru“ inaugurată pe Aleea Stelelor de Mare - Mangalia; 2008 - Medalie și Diploma de onoare „Cerbul de Aur 40” Fest. Internațional Brașov; 2008 - Premiul de Excelență - 50 de ani de la debut - acordat de MediaS; 2008 - Premiul pentru Întreaga Carieră - Premiile Confidențial ediția a III-a; 2008 - Trofeul de Excelență „Gala Celebrităților anului 2008” la 50 de ani de la debut; 2008 - Diploma Aniversară „Radio România 80” la împlinirea a 80 de ani de existență a radioului public; 2008 - Trofeul de Excelență „Zece pentru România” și Diploma de Onoare pentru contribuția excepțională la imaginea României; 2009 - TVR - Trofeul „Învingătorii Timpului” pentru o viață dedicată artei; 2009 - Diploma „Mihai Maximilian“ oferită de Fundația StelaR pentru contribuția specială adusă revistei romanești; 2009 - Importă din SUA conceptul "Food bank" - "Banca de Alimente" implementat de Crucea Roșie Română; 2009 - Diploma de Excelență „Omul Anului 2009“ Israel pentru performanțe deosebite în domeniul teatrului și muzicii „10 pentru România - 10 pentru Israel“; 2010 - "Excellence Award" The Social Inclusion Gala București pentru multiplele contribuții la promovarea egalității in accesul la educație - Campania "Școala te face mare", OvidiuRrom; 2010 - Diploma de Excelență oferită de Casa de Discuri Electrecord pentru fidelitatea fața de Electrecord; 2010 - Diploma de Excelență Artistică pentru colaborarea cu echipa „Top Romanesc“, Radio România Actualități; 2010 - "Trofeul Electrecord" creat special pentru Margareta Pâslaru la împlinirea a 50 de ani de la prima înregistrare la Casa de Discuri Electrecord; 2011 - Ambasador al Anului European al Voluntariatului 2011 in Romania; 2011 - Premiul pentru Excelență - o viață dedicată muzicii si carității - Premiile Confidențial TV; 2011 - Trofeul „Crucea Roșie 135 ani de Umanitate“ Gala Societatii de Crucea Rosie Romana; 2011 - Diplomă pentru contribuția la construcția brandului Realitatea TV; 2011 - „Premiul Vasilica Tastaman“ acordat de Societatea Umoristică Păcală condusă de prof.univ.dr. Geo Saizescu; 2012 - Lansează propria carte "Eu și Timpul" publicată la Editura Curtea Veche; 2012 - „Premiul de Excelență“ acordat de Revista VIP la Gala Superlativelor Femeii 2012; 2012 - Trofeul la sectiunea Muzică la Gala anuală „Femeia contează”; 2013 - Premiile Confidențial - „Premiul de excelență pentru 55 de ani de carieră artistică“; 2013 - Casa Regală a României îi acordă Ordinul Coroana României în grad de Cavaler; 2013 - Lansarea audiobook-urilor Motanul încălțat, Crăiasa Zăpezii și Degețica apărute la Editura Litera; 2013 - Omagiată la Noaptea Albă a Filmului Românesc pentru rolurile interpretate pe marele ecran; 2014 - Lansarea programului „Vise frumoase copii“ inițiat de Margareta Pâslaru la Spitalul Grigore Alexandrescu din București; 2014 - Creații vestimentare ale Margaretei Pâslaru intrate în patrimoniul Muzeului Național de Istorie au fost prezentate în „Expoziția Prietenilor Muzeului Național de Istorie” din cadrul expoziției “Haina îl face pe om” alături de trofee, afișe, discuri, amintiri de familie ; 2014 - Trofeul Gala Crucea Rosie 2014; 2014 - Diploma de Excelență "Allegretto 40 - Povestea continuǎ" pentru merite deosebite în colaborarea cu Corul de copii Allegretto ; 2015 - Membră a juriului de decernare a Premiilor Uniunii Cineaștilor din România 2014; 2015 - Muzeul Municipiului București o sărbătorește, prin Expoziția de afișe rare "Lasǎ-mi toamnǎ, pomii verzi" organizatǎ la Palatul Suțu; 2016 - "Premiul Publicului" - Gala Femeia de succes; 2016 - Radio Itsy Bitsy i-a oferit „Premiul de Excelență Itsy Bitsy” la categoria „Muzică pentru copii”; 2016 - „Premiul de Excelență pentru întreaga activitate Margareta Pâslaru - Artist Plurivalent“ oferit de UARF - Uniunea Autorilor și Realizatorilor de Film; 2018 - "Premiul Publicului" Gala Femei de succes - Ediția Centenară; 2019 - Premiul "Femeia anului 2018" la categoria "O viață dedicată scenei" - Gala revistei Avantaje; 2019 - Premiul "Platina Valorii" oferit de Teatrul Gong din Sibiu la Festivalul Tânăr; 2021 - Muzeul Municipiului București o omagiază prin organizarea unei expoziții retrospective Margareta Pâslaru - Longevitate creatoare deschisă în perioada 24.02 - 15.04; 2021 - Premiul Academic și Trofeul Uniunii Cineaștilor din România la Gala Premiilor UCIN; 2023 - Pe 1 martie la Muzeul Național de Istorie a României a avut loc vernisajul expoziției “O legendă ... Margareta Pâslaru 65 de ani de carieră” deschisă până pe 2 aprilie; 2023 - Trofeul de Excelență pentru 65 de ani de Carieră Artistică cu Realizări Remarcabile la Gala România ești TU

## Impresiile unor personalități despre Margareta Pâslaru
- 08.10.1960 – revista Flacăra, explicație la prima copertă a elevei Margareta Pâslaru: La sediul studioului bucureștean de televiziune sosesc mereu scrisori prin care numeroși telespectatori întreabă „cine este Margareta Pâslaru?”. Este, în primul rând, elevă în clasa a IX-a a unei școli medii mixte din Capitală și – dupa cum suntem informați – învață bine. Este, în al doilea rând, câștigătoarea premiului I la concursul vocal pentru artiștii amatori ai caselor de cultură ale tineretului din București. Este, în al treilea rând, o talentată interpretă de muzică ușoară la „micul ecran”. Dovada, teancurile de scrisori mai sus pomenite.
- ian. 1965 – revista Luceafărul, autor Dinu Săraru: O revelație în spectacol o constituie Margareta Pâslaru: talentata interpretă de muzică ușoară, distribuită de regizor în dificilul rol Polly, face dovada unor certe calități actoricești și joacă alături de încercații săi parteneri, cu o siguranță scenică remarcabilă. Iar interpretarea pe care o dă apoi song-urilor se face și ea subliniată, în mod deosebit, interpretarea song-ului despre „Jenny logodnica piratului”, unde virtuțiile de cântăreață sunt puse in lumină odată cu un bun joc actoricesc.
- nov. 1966 – revista Cinema nr.11: „Mai semnalăm cu acest prilej debutul Margaretei Pâslaru în film, un debut cu atât mai remarcabil cu cât l-a avut drept partener principal pe Emmerich Schäffer, interpretul lui Otto von Keller, cu al cărui joc nuanțat, insinuant, gradat, a izbutit să se armonizeze. Imaginea Iuliei nu mai are nimic în comun cu cea a adolescentei copilăroase care a însoțit-o pe Margareta Păslaru de-a lungul carierei muzicale”.
- 1968 – coperta disc Margareta Pâslaru EDD 1217 – compozitorul Elly Roman: Izbucniri neașteptate ale unor răzvrătiri vocale nemaiauzite până atunci, dădeau din capul locului o amprenta cu totul personală tuturor interpretărilor noii cântarete. Pe parcursul acestor zece ani de muncă și-a agățat pe rochițele ei, de multe ori năstrușnice, decoratiile multor succese, dovedindu-se astfel că multilateralitatea, atunci când este determinată de talent, și este practicată cu discernământ, ajută menținerii în timp și în atenția publicului a artistului autentic."
- 1968 – Compozitorul Edmond Deda cartea „Parada muzicii ușoare românești”, Editura Muzicală 1968: Margareta Pâslaru s-a impus în viața muzicii ușoare românești, printr-un stil personal de interpretare, la crearea căruia au contribuit calitățile de timbru și inflexiuni ale vocii sale dar, mai cu seama, talentul ei actoricesc înnăscut, de unde rezultă grija deosebită pe care solista o arată față de interpretare. Margareta Pâslaru a știut - intuitiv - să creeze un stil atât de original, încât mulți dintre interpreții noștri apăruți ulterior au fost tentați să o imite.
- 08.03.1969 - România liberă, „Viața de toate zilele a festivalului”, autor Mariana Pârvulescu: Numai într-un singur an, tânăra noastră cântareață a trecut de la încercările concursului, pe podiumul vedetelor. Și Margareta de azi, amintește și ea de un basm: „creștea într-un an... cât alții în șapte” (despre Festivalul Cerbul de Aur 1969).
- 09.09.1970 - Glasul poporului, Israel: „In "Blestemul" vocea de infinite posibilități a Margaretei, pe fundalul agreabilei sale prezente scenice aduce puternic, emoționant, imaginea celei care a fost Maria Tănase."
- 16.07.1974 - Evening News - London: "And let me not forget Margareta Pâslaru, a little Romanian, who sings deep down in her boots, like Juliette Greco. She is a joy."
- 18.07.1974 - Morning Star, London: Margareta Paslaru, star of stage, screen and TV, dressed in a peasant scarf and apron, sings two groups of folk songs in a voluptuous Dietrich-like voice.
- 1975 decembrie, Revista Discul, "Margareta", autor Sasa Georgescu: Cunoașteți acest titlu, devenit emblemă? (...) Va dovedi îndemânare și în postura grea (atunci când nu te mulțumești să fii un pseudo - profesionist) de compozitoare. Margareta Pâslaru, sau mai pe scurt Margareta, asa cum iși semnează astăzi discurile, nu-și datorează ascensiunea și perenitatea doar talentului. Margareta este o valoare reală și stabilă pentru că și-a conjugat însușirile native cu o putere de muncă exemplară și cu o curiozitate profesională de la care mulți ar avea de învățat.
- 11.07.1981 - Informația Bucureștiului, „Maturitate și maiestrie”, autor  muzicologul Doru Popovici: În ultimii ani, Margareta Pâslaru a atras în mod deosebit atenția prin talentul ei - real - de compozitoare. Se remarcă din ce în ce mai mult, bogata-i inventivitate melodică și ritmică și acea intuiție rară de a genera mult râvnitele șlăgare, niciodată banale, întotdeauna pline de vitalitate! Margareta Pâslaru stie să dea naștere și unui climat de suavă poezie, asociat unui timbru cu rezonanțe de violoncel, precum și unui joc de scenă sugestiv. [18]
- 1994 - Super Magazin Anul 2 Nr.7 (25), compozitorul George Grigoriu: Margareta Pâslaru - Un mit al muzicii ușoare românești. [19]
- 1997, NY City - Regizorul Liviu Ciulei: a început să joace și ”iepurașul” a dispărut și s-a născut o actriță: Margareta Pâslaru. Și, sigur, glasul Margaretei și inteligența ei muzicală au dus la împlinirea totală a rolului. (...) Polly devenea mai prezentă, mai conturată și la premieră Margareta a cunoscut victoria! Debutul ei a însemnat totodată și consacrarea unui talent autentic.”. Volumul  [20]
- 1999 - Invitată de onoare la Gala UNITER; a înmânat Premiul pentru Teatru radiofonic regizorului Dan Puican  [21]
- May 27, 2004 - Summit Observer: It's the changing of the guard for schools board (excerpt) Summit Middle School hosted the Board of Education's annual reorganization meeting May 20, with music by the Summit school students. (....) Doing the honors was board member Gerardo Navia, together  with Bushes, distributing resolutions of recognition to many people present. This year, some of the presentations were quite unique. Margareta Paslaru of "M"Soul Productions received one for producing TV36 cable shows in all of the schools as part of her "Human Mosaics" show about the public schools. Also, the award was for taping the district's All Music Masters, airing on "Summit's Rhapsody" this month. Paslaru also heads the International Children's Day efforts in Summit, bringing recognition to students in the celebration. "You have brought culture, art, music, and good will into our community and shared your talents and spirit with all of us; thank you," said Navia.
- 2006 - Compozitorul Paul Urmuzescu - CD „Margareta forever“- Părerea mea este că ce a reprezentat Maria Tănase pentru muzica populară, Margareta - un unicat de talent - este pentru muzica ușoară și va rămâne în istoria marilor artiști
- 22 09. 2008 - Aula Uniunii Compozitorilor - muzicologul Viorel Cosma: O activitate care o surprinde atât ca interpretă de muzică populară, muzică ușoară dar, în același timp, chiar și de compozitoare. Margareta Pâslaru figurează în Lexiconul Uniunii Compozitorilor și Muzicologilor. [22]
- feb. 2008 - revista Elle, „Margareta” autor Alex Leo Șerban: Margareta rămâne — incontestabil — nu doar cea mai frumoasă, cea mai glorioasă și cea mai duioasă amintire din „vremea muzicii ușoare românești“, ci și cea mai actuală (deși discretă) vedetă adevărată pe care va fi cunoscut‑o „showbiz“‑ul autohton de când e el „showbiz“.
- 22.09.2008 - Aula Uniunii Compozitorilor – Elisabeta Bostan, regizor: Margareta Pâslaru este o mare, mare artistă [23]
- 2010 - Sanda Faur - jurnalist si romancier – album “Margareta, 50 de ani de la primul disc”: Pentru glasul ei unic, cu sonorități de bucium și harfă, pentru talentul ei impetuos șlefuit cu atâta inteligență și ambițioasă stăruință, Margareta a primit recompensa maximă: dragostea credincioasă și definitivă a publicului. Câți artiști nu și-ar da viața pentru o iubire de o jumătate de secol.
- 2010 TVR3 - Prof. univ. Mihai Cosma: Am considerat parcurgând paginile de creație ale doamnei Margareta Pâslaru că domnia sa face parte din clasicismul muzicii românești prin valoarea compozițiilor pe care le are, prin impactul acestor compoziții asupra tuturor generațiilor aș spune, de la cei mai vârstnici până la cei mai tineri. [24]
- 2013 - Academicianul Mihnea Gheorghiu: (...) În era noastră, ne-am bucurat de harul polivalent al multor artiști, încă din vremuri memorabile. O asemenea artistă este actrița Margareta Pâslaru, al cărei glas inegalabil a răsunat armonios și în teatru, și în film. Încă de la debutul său, recunoscută de marii noștri regizori, a ocupat scena și ecranul cu egală distincție și emoție. În amintirea mea cinematografică, Margareta Pâslaru s-a afirmat generos, plătind de câteva ori prețul talentului și al frumuseții. Jocul și cântecul său se regăsesc în acest amestec inedit de candoare și senzualitate. [25]
- 24.11.2015 - radioromaniacultural.ro: Muzeul Municipiului București o sărbătorește, printr-o expoziție de afișe, pe Margareta Pâslaru, artista care a revoluționat muzica ușoară românească prin cei 58 de ani de carieră artistică. [26]
- 2017 - Dr. Stephan Poen, Doctor în Medicină și în Muzicologie - clasicradio.ro, Recenzie CD de autor "Cum sa te las?": Artista continuă să se exprime în deplinătatea forței emotive și estetice a talentului său inepuizabil. (…) Toate albumele pe care le-a lansat în noua eră tehnologică a masterizărilor digitale sunt expresia interpretării artistice ale timpului prezent.
- 01.10.2017 - Radu Croitoru, Music Show, Radio România Cultural: Dacă muzica ușoară românească a avut vreodată o vedetă de magnitudine internațională, aceasta vedetă este cu siguranță doamna Margareta Pâslaru. [27]
- 09.07.2018 – Agerpres – Documentar Margareta Pâslaru la aniversare: Margareta Pâslaru este artista care a revoluționat muzica ușoară românească și care, în cei 60 de ani de carieră artistică, a cucerit publicul nu doar prin vocea sa inconfundabilă, ci și prin multitudinea de valențe ale talentului său.
- 02.03.2019 – Cristian Tudor Popescu, Digi 24: Aici Margareta Pâslaru dă o probă la care nu știu câte actrițe ar trece și nu stiu câte candidate la secția actorie de la UNATC, anume citirea cărții de telefon. Vedeți ce efecte reușeste să scoată din această lectură. De asemenea mai reușește ceva Margareta Pâslaru ieșit din comun: reușește sa joace foarte bine o actriță proastă, netalentată (...). E foarte greu să faci așa ceva..
- 09.07. 2019 - Mașina timpului - TVR3: O zi interesantă pentru muzica ușoară românească. Șirul l-a deschis Margareta. La doar 15 ani și jumătate era deja apreciată drept o voce unică. Restul e istorie și va deveni legendă.
- 05.12.2014 “Nocturne” TVR1 - autor  Marina Constantinescu: Margareta Pâslaru a continuat să-și poarte numele cu mândrie, pentru că numele ei adună oameni și forțe, în sprijinul celor care au nevoie de ajutor: copiii și artiștii pensionați. [28]
- 29.03.2018 - lansare album Providența la magazinul Muzica, alocuțiune Oana Georgescu: Mă bucur că sunteți atât de mulți, din atâtea domenii de activitate pentru că 60 de ani doar de activitate pentru Margareta Pâslaru înseamnă enorm: mii de spectacole, zeci de discuri și sute de mii de fani.
- 2019 iulie, Revista Avantaje, „Inegalabila Margareta Pâslaru” autor Florentina Mușat: Vocea și harul artistei au scris istorie, într-o perioadă în care puțini îndrăzneau să se exprime așa cum a făcut-o ea. Oriunde s-a aflat, punctul de referință a rămas România, iar melodiile sale au fost și continuă să fie în inimile tuturor celor care, atunci când o văd pe o scenă, de spectacole sau de gală, se ridică în picioare să o aplaude.
- 27.11.2019 - Jurnalul TVR1: „(...) Lansat in 2009 în plină criză economică, programul Crucii Roșii „Banca de Alimente” a fost o idee importată din America de artista Margareta Pâslaru. Datorită programului, 200.000 de familii din România nu mai suferă de foame (...)”
- 09.07.2020 - Danuț Deleanu, miscareaderezistenta.ro: (...) cu energia unui veritabil perpetuum mobile, aproape an de an, a creat evenimente și a inițiat proiecte în scopuri caritabile. (...) Căci, așa este Margareta! Este ca lumina, ca un cântec, ca o valoare, care se distribuie fără să se împartă!
- 27.11.2020 - revistabiz.ro_ Alexandru Ardelean: Margareta Pâslaru este un icon al muzicii românești, un artist autentic cu un simț al muzicii foarte aparte. Margareta Pâslaru este prima solistă de muzică ușoară din România care a primit trofeul M.I.D.E.M la Cannes
- 21.02.2021 - Marina Constantinoiu - editiadedimineata.ro_ “Oamenii dimineții”: Există oameni și fenomene. Când ești simbol al muzicii românești, pășești în al 63-lea an de carieră artistică, iar viața ta se desfășoară într-un ritm alert, zi de zi, la claviatură – pian și tastatura computerului, Spotify și rețele de socializare, ești fenomen. Și te numești Margareta Pâslaru: figură emblematică a lumii artistice românești, cântăreață, compozitoare, actriță și realizatoare TV și radio. (...)
- 26.01.2021 - muzeulmunicipiuluibucuresti.ro, autor Ana Maria Măciucă, muzeograf MMB: La începutul primăverii, doamna Margareta Pâslaru, un adevărat icon al muzicii românești, pășește în cel de-al 63 an de carieră artistică iar Muzeul Municipiului București o omagiază prin organizarea unei expoziții retrospective. Margareta Pâslaru este o figură emblematică a lumii artistice românești, cântăreață, compozitoare, actriță și realizatoare TV și radio.
- 01.03.2023 - Ernest Oberländer-Târnoveanu, director general MNIR, vernisajul expoziției “O legendă ... Margareta Pâslaru 65 de ani de carieră: Se adeverește vorba aceea că viața noastră de zi cu zi devine încetul cu încetul istorie. Și nu este un exemplu mai bun decât doamna Margareta Pâslaru care de 65 de ani face parte din cultura modernă românească. Face parte din istorie pentru că prin ce-a făcut, prin cariera ei extraordinară a deschis o pagină nouă în istoria muzicii ușoare românești și a culturii românești, de ce să nu o recunoaștem. Cultura noastră modernă are ca parte componentă și muzica usoară.
- 01.03.2023 - Cornel Constantin Ilie, director adjunct MNIR despre Margareta Pâslaru la vernisajul expoziției “O legendă ... Margareta Pâslaru 65 de ani de carieră”: Aici este vorba de o expoziție care vorbește în primul rând de generozitate. Este generozitatea unei personalități foarte cunoscute care a ales nu să facă orice altceva cu această colecție, să o doneze Muzeului Național de Istorie, să o doneze statului român și cetățenior săi. Este un gest de minimă recunoștință pe care muzeul l-a făcut în fața acestui gest de generozitate.
- 28.03.2023 - Andrei Kerestely, Prietenii de la radio, R.R. Actualități: Există autori care își dau silința să creeze momente artistice deosebite, cu mesaj, cu conținut. Doamna Margareta Pâslaru este exact unul dintre acești autori care își dorește asta prin fiecare creație. Trebuie să acultăm tot ce s-a întâmplat în ultimii ani ca să ne dăm seama că nicio piesă nu seamană cu cealaltă nici ca structură, nici ca formă, nici ca direcție. Totul este absolut original și nou și mereu altfel.
- 28.03.2023 - Alexandru Buzică, romania-actualitati.ro despre albumul aniversar Timpul nu moare: Albumul este dovada popularității de durată a Margaretei Pâslaru și a impactului pe care aceasta l-a avut asupra scenei muzicale din România.